# Edam-Volendam
Edam-Volendam () est une commune néerlandaise située sur la rive du Markermeer, en province de Hollande-Septentrionale. Elle se trouve entre Amsterdam et Hoorn, au nord-est de Purmerend. La commune, qui compte 36 262 habitants en 2021, est constituée de la ville d'Edam et des villages de Beets, Etersheim, Hobrede, Kwadijk, Middelie, Oosthuizen, Schardam, Volendam et Warder, ainsi que de plusieurs hameaux et lieux-dits.

## Histoire
Auparavant appelée Edam, la commune prend son nom actuel en 1975 après la fusion avec Volendam. Elle est membre de la communauté Stadsregio Amsterdam regroupant les communes autour d'Amsterdam.
À partir de 2012, un projet de fusion avec la commune voisine de Zeevang est engagé. La fusion est effective le 1er janvier 2016, ce qui initie un changement de drapeau pour la commune afin d'incorporer l'identité de Zeevang.

## Géographie
La commune s'étend sur 80 km2 (dont 25,67 km2 d'eau) au nord-est d'Amsterdam, sur la rive occidentale du Markermeer. Elle est bordée par les communes de Koggenland au nord, Beemster au nord-ouest, Purmerend au sud-ouest, Waterland au sud et la province du Flevoland (Almere) à l'est.

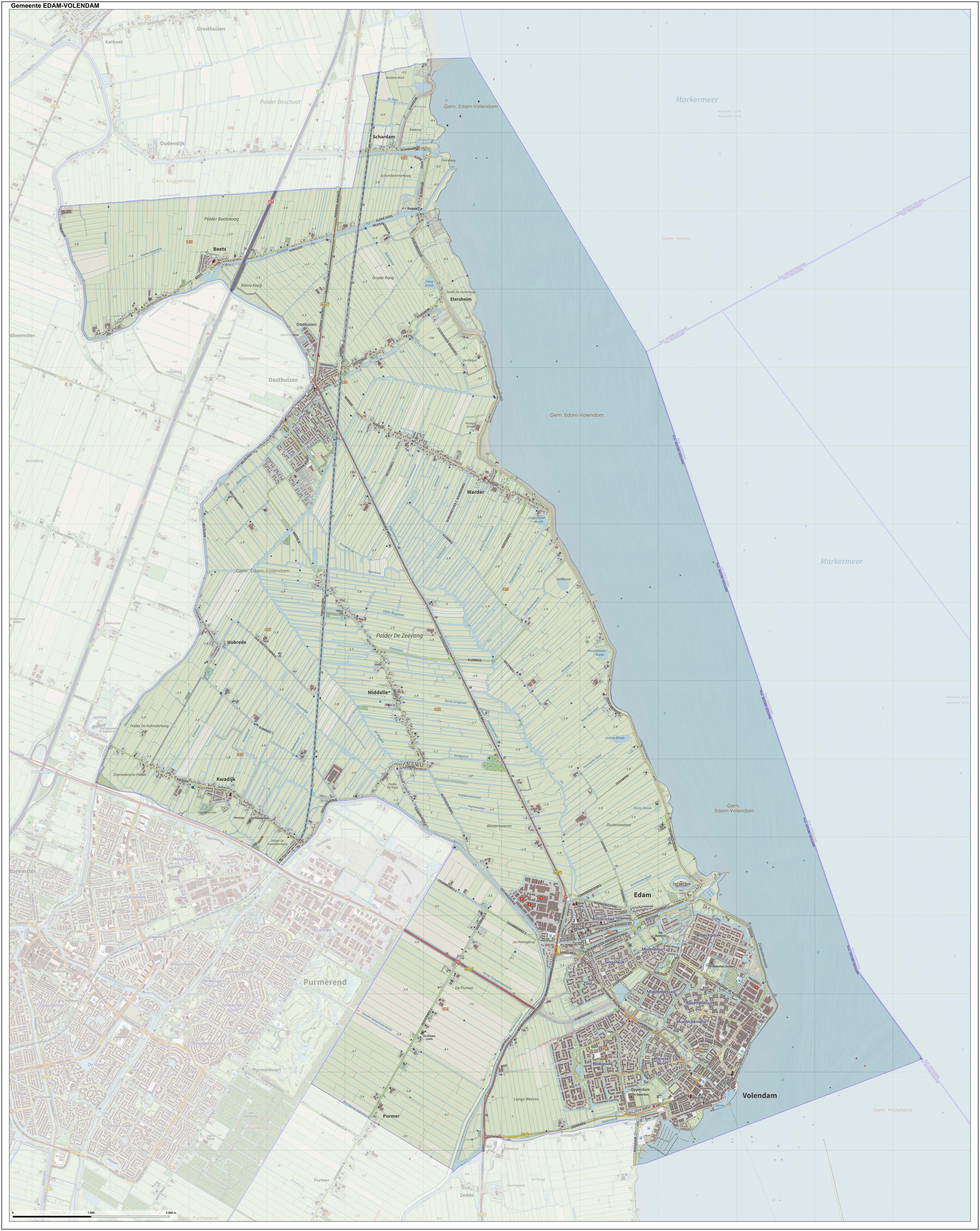
Carte topographique (2020).
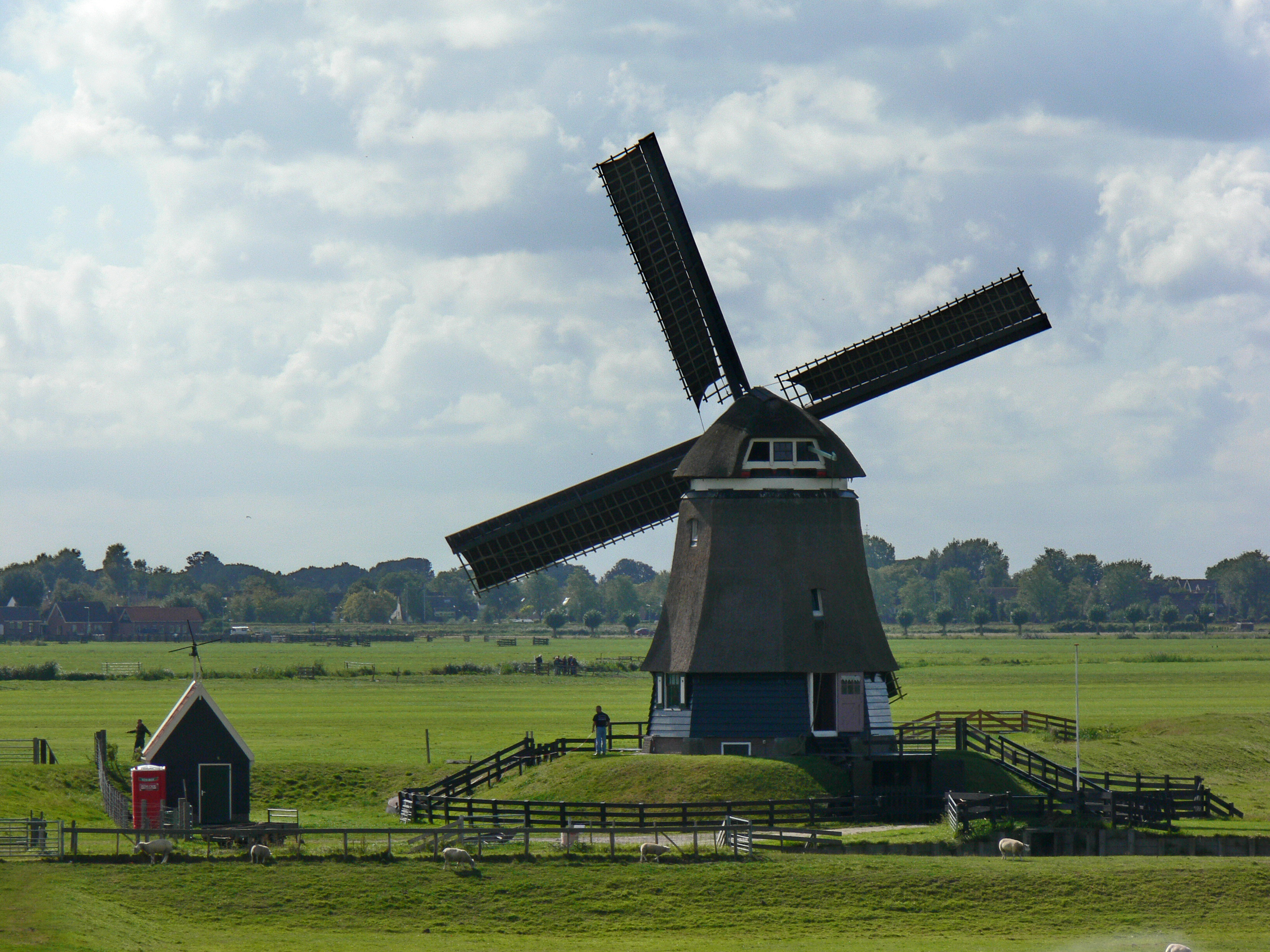
Braakmolen d'Etersheim.
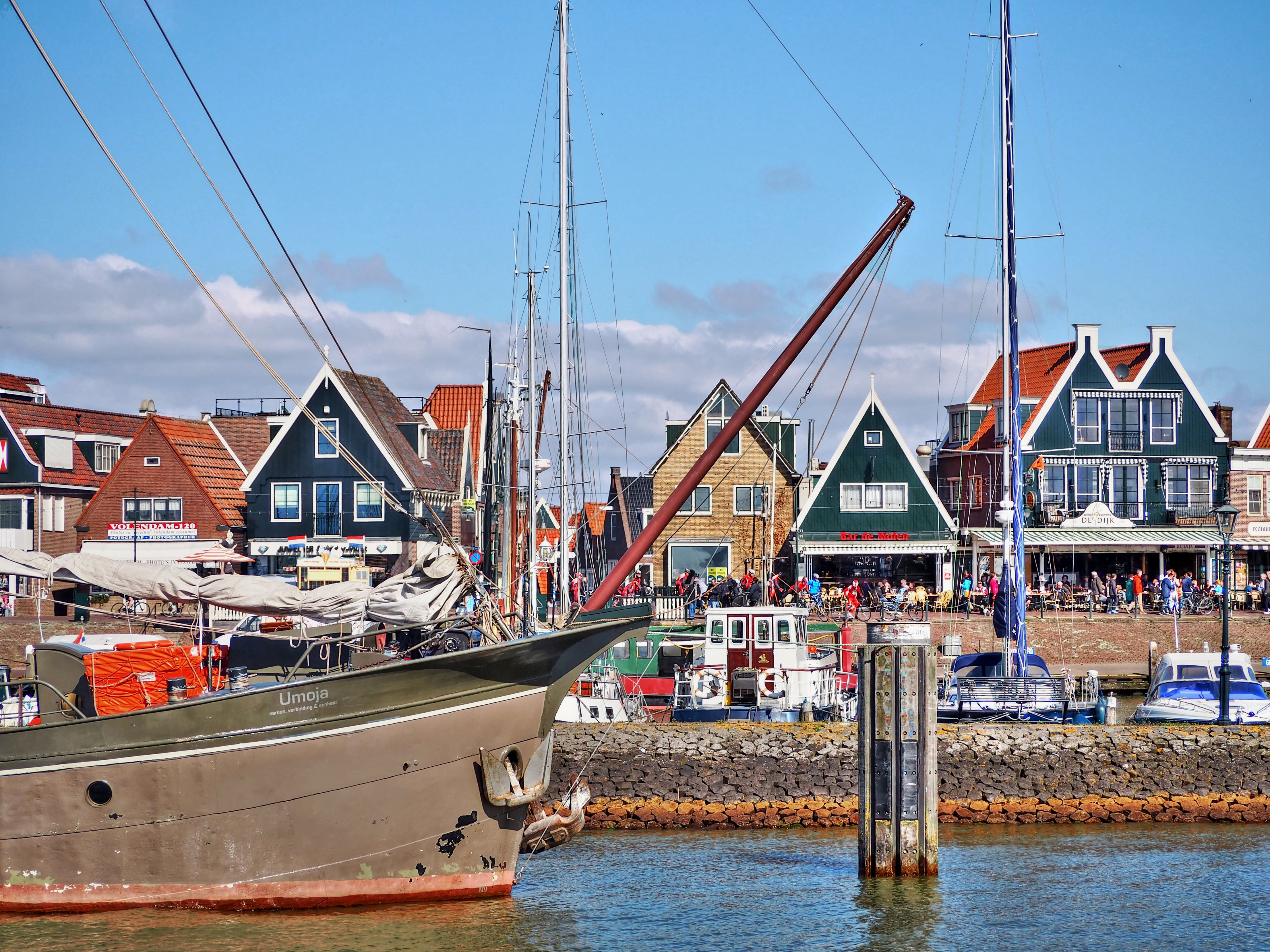
Le port de Volendam et ses bateaux de pêcheurs.

## Démographie
Le 1er janvier 2021, Edam-Volendam compte 36 262 habitants, ce qui en fait la 20e commune au niveau provincial en termes de démographie.